# 小椋正清
小椋 正清（おぐら まさきよ、1951年〈昭和26年〉4月12日 - ）は、日本の政治家、警察官。滋賀県東近江市長（4期）。

## 来歴
滋賀県神崎郡永源寺町蛭谷（現・東近江市蛭谷町）出身。永源寺町立政所小学校、八日市市立八日市北小学校（現・東近江市立八日市北小学校）、八日市市立聖徳中学校（現・東近江市立聖徳中学校）を経て、滋賀県立彦根東高等学校に進学。同志社大学法学部卒業。1976年（昭和51年）、滋賀県警察に採用される。長浜警察署長や滋賀県防災危機管理監、滋賀県理事員などの任にあたる。
2013年（平成25年）2月17日に行われた東近江市長選挙に自民党・日本維新の会・公明党・みんなの党の推薦を受け立候補し、現職の西澤久夫を破り初当選した。2月27日、市長に就任。
※当日有権者数：90,125人 最終投票率：44.68%（前回比：pts）
| 候補者名 | 年齢 | 所属党派 | 新旧別 | 得票数   | 得票率 | 推薦・支持                                       |
| -------- | ---- | -------- | ------ | -------- | ------ | ------------------------------------------------ |
| 小椋正清 | 61   | 無所属   | 新     | 23,194票 | 58.06% | （推薦）自民党・日本維新の会・公明党・みんなの党 |
| 西澤久夫 | 60   | 無所属   | 現     | 16,751票 | 41.94% |                                                  |

2017年（平成29年）、無投票当選で再選。
2021年（令和3年）、無投票で3選。
2025年（令和7年）、12年ぶりとなった選挙戦で元市議ら2人を破って4選。

## フリースクールおよび不登校に関する発言
2023年10月17日、不登校対策に関して、小椋は、「フリースクールは国家の根幹を崩す」とフリースクールの意義を否定し、その上で、「財政支援を国が言うべきではない」として、フリースクールに対する文部科学省の財政支援も批判した。フリースクールについては、教育機会確保法において「学校以外の場での多様で適切な学習活動の重要性」が明記され、国や自治体は必要な財政支援に努めることとされており、文部科学省は、フリースクールなどと連携して不登校の児童や生徒を支援するよう自治体などに求めている。しかし小椋は、「法律に基づいて教育をやっているわけじゃない」「法律なんて各首長は取捨選択して利用してやっている」と述べ、法律を軽視する旨の見解を示した。
さらに、「〔不登校の〕大半は親の責任」「フリースクールというのは〔…〕親の安易性が露骨に出ている。親の責任なんだよ、ほとんど。私から言わせたら」との見解を示した。この発言について問われた小椋は、「〔自身の〕感覚的なもの、経験則に基づくと、やっぱり親が多い」として、小椋自身の感覚を根拠にそのような見解を示していることを明言した。
この小椋の発言に対しては多くの批判の声が寄せられた。春日井敏之立命館大学教授は、「「不登校は親の責任」というのは、保護者や学校、教育行政が連携して取り組んできたこれまでの不登校支援をめぐる到達点を全く踏まえていない。時代錯誤であり、がくぜんとする」と批判。末冨芳日本大学教授も、「不登校は親の責任でもありません」「市長としてあるまじき酷い発言です」「このような発言をする人物が市長に相応しいのか、私は疑問です」と批判した。さらに、佐倉統東京大学教授は、「この人の言っている「国家」は、明治時代の国家のイメージなのだろう」「今はそういった「国のため〔の教育という考え〕」は完全に時代錯誤である」と述べ、小椋の「国家の根幹を崩す」という発言を批判した。また、フリースクールの現場からも「不快感とともに撤回を求めたい」といった声や、「不登校は保護者の責任だとか、絶対子供はみんな学校に行かないといけないみたいな、根強い偏見が残っている。〔…〕その偏見こそ不登校の子が一番傷つくこと」といった批判の声があがった。そのほか、市民などからも「残念だ」などとする電話がおよそ30件以上東近江市に寄せられた。また、滋賀県内の32のフリースクールなどで作る協議会は「市長の発言は到底容認できない」として、同月19日に小椋市長宛に発言の撤回などを求める抗議文を提出しているなど、市長の発言に対する批判が続いている。
小椋は、これらの批判を受けてもなお「発言は撤回しない」と明言し、「不適切発言と言われることに非常に心外な気持ち」と述べた一方で、「国が十分な議論をせずにフリースクールへの支援を進めようとしているため、議論できるように問題提起として発言した」「アグレッシブに言い過ぎたのは認める。舌足らずの部分があったがフリースクールや、そこに通わせる保護者を否定したわけではない」と釈明している。